# La Promesse d'une vie
Pour plus de détails, voir Fiche technique et Distribution.
La Promesse d'une vie (The Water Diviner, littéralement le sourcier) est un film dramatique historique américano-australien sorti en 2014, réalisé par Russell Crowe qui commence ainsi ses débuts en tant que réalisateur. Le scénario, écrit par Andrew Anastasios et Andrew Knight, s'inspire du livre éponyme de Andrew Anastasios et Meaghan Wilson-Anastasios.
On y suit le périple d'un fermier australien, Joshua Connor qui se rend en Turquie dans le but de retrouver ses trois fils portés disparus. Le film traite ainsi du traumatisme australien dû à la Première Guerre mondiale, mais aussi du sort de la Turquie à la suite de la dissolution de l'Empire ottoman.

## Synopsis
En 1919, Joshua Connor, fermier et sourcier australien, vit seul avec sa femme Eliza Connor (Jacqueline McKenzie) depuis que leur trois fils Arthur, Edward et Henry se sont engagés en 1915 dans l'armée et ont participé à la bataille des Dardanelles dont ils ne sont jamais revenus. Après que sa femme se soit suicidée en raison du chagrin causé par la disparition de ses enfants, Joshua décide de se rendre en Turquie pour retrouver et ramener les corps de ses fils, pour qu'ils soient enterrés avec leur mère, comme il l'a promis sur la tombe de sa femme.
Une fois arrivé à Constantinople, il demande aussitôt à se rendre à Gallipoli. On lui apprend qu'il doit obtenir des autorisations de la part de l'armée britannique pour s'y rendre. Il rencontre alors un jeune garçon nommé Orhan (Ylan Georgiades) qui lui propose une chambre d'hôtel. Le garçon lui prend sa valise, et Joshua se met alors à le poursuivre à travers les marchés de la ville. Il le rattrape quand ils arrivent à l'hôtel en question, il décide donc d'y séjourner. L'hôtel est tenu par la mère du garçon, une jeune hôtelière, Ayshe (Olga Kurylenko) qui semble d'abord hostile envers Joshua. Pendant qu'il séjourne à l'hôtel, Joshua se lie d'amitié avec Orhan et sa mère.
Il tente d'obtenir des autorisations pour se rendre à Gallipoli, mais devant le refus des Britanniques, Ayshe qui a appris les motivations de son voyage, lui conseille de s'y rendre par ses propres moyens avec l'aide d'un pêcheur. Au moment de partir, Orhan lui donne une photo de son père et lui demande d'essayer de le retrouver lui aussi. À son arrivée, il est accueilli par des militaires australiens venus pour enterrer dignement les milliers de soldats tombés lors des affrontements. Il est soutenu dans ses recherches par un officier de l'armée turque, le commandant Hasan (Yılmaz Erdoğan), surnommé par certains soldats « Hasan l'assassin ». Ce dernier persuade le lieutenant-colonel Cyril Hughes (Jai Courtney) d'aider Joshua en priorité vu qu'il est le seul père à être venu. Sur place, il retrouve les corps de ses deux plus jeunes fils puis, dans un rêve, voit son aîné, Arthur (Ryan Corr), survivant. Dans une liste de prisonniers, Hasan retrouve le nom de Connor, il en informe alors Joshua, qui après avoir enterré ses deux fils sur place décide de partir à la recherche de son ainé.
Joshua retourne à Constantinople, mais ne parvient pas à identifier le camp où son fils est retenu prisonnier car la quasi-totalité des dossiers turcs a été brulée. Étant dans l'incapacité de retrouver son fils seul, il demande de nouveau assistance au commandant Hassan qui, cette fois, refuse. Connor décide alors de le suivre, ce qui l'amène à un souterrain de la ville. Il est alors arrêté par le sergent Jemal (Cem Yılmaz), qui protège Hassan. Amené devant ce dernier, Connor apprend qu'ils font partie d'un réseau nationaliste contre l'occupation de la Turquie et prévoient de rejoindre Mustafa Kemal. Il l'implore à nouveau de l'aider, ce qu'Hassan refuse encore. De retour à l'hôtel, Joshua rend à Ayshe la photo qu'Orhan lui avait donnée. S'engage alors entre eux deux une discussion où elle évoque que son mari est très probablement mort mais qu'elle refuse d'y croire ; elle lui apprend aussi qu'elle est contrainte d'épouser son beau-frère, Omer (Steve Bastoni). Plus tard, Ayshe informe Omer qu'elle n'est pas disposée à se marier avec lui. Se sentant déshonoré, il décide d'appeler Orhan dans le but de l'informer de la mort de son père et de lui annoncer qu'il va se marier avec sa mère. Malgré les protestations d'Ayshe, il s'exécute. Le jeune Orhan, traumatisé, court retrouver Joshua. Ayshe s'énerve violemment contre son beau-frère, ce dernier la frappe en retour. Joshua, alerté par le vacarme, intervient et frappe Omer qui quitte les lieux. Ayshe s'énerve alors contre Joshua en lui reprochant d'avoir empiré les choses et lui demande de partir de l'hôtel. A son départ il croise Orhan qui lui demande de rester, Joshua lui offre son livre pour le consoler.
A peine sorti, il est pris à partie et jeté à terre par Omer et ses amis, qui sont alors stoppés par Jemal et d'autres subordonnés d'Hassan. Ils amènent Joshua au commandant, qui lui explique que les Grecs massacrent et terrorisent les populations et qu'ils partent pour défendre leur pays. Vu que le groupe d'Hassan traversera la région où peut se trouver son fils, il décide de partir avec eux. Se rendant de nouveau à l'hôtel pour récupérer ses affaires qu'il avait laissées après l'altercation, il discute de nouveau avec Ayshe qui s'excuse pour les propos qu'elle a tenus. Des soldats britanniques entrent alors dans l'hôtel pour forcer Joshua à rentrer chez lui. Il parvient tout de même à s'échapper et rejoint Hassan à bord d'un train.
Dans le train, Jemal demande à Joshua comment utiliser une batte de cricket. Joshua leur explique alors les règles du sport. Ils sont interrompus par une attaque de soldats grecs sur leur train, décimant tous les hommes sauf Hassan, Jemal et Joshua. Au moment où des Grecs s'apprêtaient à exécuter Jemal et Hassan, Joshua utilise la batte pour les sauver mais Jemal est tué lors de l'affrontement, Hassan et Joshua quant à eux fuient vers la ville la plus proche. Une fois en ville, Joshua remarque un moulin à vent comme celui qu'ils construisaient en Australie et qu'il voyait dans son rêve, et comprend ainsi qu'Arthur est ici. Demandant aux habitants où trouver le constructeur, il découvre enfin Arthur vivant mais traumatisé par ce qu'il a vécu. En effet, Arthur révèle à son père qu'après l'assaut auquel ils ont participé contre les Turcs, lors de leur repli, Henry fut tué instantanément par une mitrailleuse alors qu'Edward était toujours en vie mais grièvement blessé. Il a supplié Arthur de mettre fin à ses souffrances, et Arthur l'a alors, à contrecœur, tué d'une balle dans la tête. Se blâmant pour la mort de ses frères, Arthur sentit qu'il ne pourrait jamais retourner dans sa famille et dans sa maison.
Au même moment, les soldats grecs attaquent la ville, Hassan est contraint de partir mais avant, Joshua le remercie une dernière fois pour tout ce qu'il a fait pour lui. Les deux Connor tentent de s'échapper par la montagne. En arrivant devant une rivière, Arthur demande à son père de sauter mais refuse de le suivre. Il cède quand Joshua dit que sans sa femme et ses fils, il n'a nulle part où aller. Après s'être échappés, ils retournent tous deux à l'hôtel d'Ayshe, où Joshua retrouve Orhan et sa mère. L'histoire se clôt sur Joshua buvant une tasse de café et comprenant qu'elle aussi est amoureuse de lui.

## Fiche technique
- Titre original : The Water Diviner
- Titre français : La Promesse d'une vie
- Réalisation : Russell Crowe
- Scénario : Andrew Anastasios et Andrew Knight
- Direction artistique : Marita Mussett
- Décors : Chris Kennedy
- Costumes : Tess Schofield
- Montage : Matt Villa
- Musique : David Hirschfelder
- Photographie : Andrew Lesnie
- Production : Troy Lum, Andrew Mason et Keith Rodger
- Producteurs délégués : John Collee, James Packer et Brett Ratner
- Sociétés de production : RatPac Entertainment, Seven Network, Hopscotch Features, Fear of God Films
- Sociétés de distribution : Entertainment One (Australie), Universal Pictures (France), Warner Bros. Pictures (États-Unis)
- Pays d’origine :  États-Unis,  Australie
- Budget : 22 500 000 $ [1]
- Langue originale : anglais et turc
- Durée : 111 minutes
- Genre : Drame historique
- Dates de sortie [2] :
  -  Australie : 26 décembre 2014
  -  Belgique,  France : 15 avril 2015
  -  États-Unis : 24 avril 2015

## Distribution
- Russell Crowe (VF : Patrick Béthune) : Joshua Connor
- Olga Kurylenko (VF : elle-même) : Ayshe
- Yılmaz Erdoğan (VF : George Ozer) :  le commandant Hasan
- Dylan Georgiades: (VF : Tufan Akdogan) Orhan
- Cem Yılmaz (VF : Omar Yami) : Le sergent Jemal
- Jai Courtney (VF : Volodia Serre) : Le lieutenant-colonel Cyril Hughes
- Steve Bastoni : (VF : Emre Birden) Omer
- Jacqueline McKenzie : (VF : Marie Rousseau) Eliza Connor
- Ryan Corr : (VF : Benjamin Jungers) Arthur Connor
- Ben O'Toole : (VF : Quentin D'Hainaut) Henry Connor
- James Fraser : (VF : Julien Crampon) Edward Connor
- Michael Dorman (VF : Laurent Maurel) : Greeves
- Damon Herriman : (VF : Jean-Marc Charrier) le père McIntyre
- Christopher Sommers : (VF : Stéphane Roux (en)) Tucker
- Max Benitz : (VF : Christophe Reymond) le lieutenant
- Daniel Wyllie (en) : (VF : François Hatt) le capitaine Charles Brindley
- Benedict Hardie : (VF : Quentin D'Hainaut) Dawson
- Isabel Lucas : (VF : Aliona Kourepov) Natalia
- Megan Gale : Fatma
- Deniz Akdeniz : l'imam

 Légende VF : Version française sur Symphonia Films et VFQ : Version francophone québécoise. 